# 国防参謀総長 (イギリス)
国防参謀総長（こくぼうさんぼうそうちょう、英語: Chief of the Defence Staff, CDS）は、イギリス軍の制服組トップ。参謀長委員会の議長（Chair）。
アメリカ合衆国の統合参謀本部議長、日本の統合幕僚長に相当する。